# Финал чемпионата мира по футболу 1938
Финал чемпионата мира по футболу 1938 года — финальный матч чемпионата мира, который прошёл 19 июня 1938 года на стадионе «Стад Олимпик» в Коломбе, Франция. В матче приняли участие сборные Италии и Венгрии. Чемпионами стали игроки сборной Италии, обыграв сборную Венгрии со счётом 4:2.
Итальянцы открыли счёт уже на 6-й минуте, но через 2 минуты венгры сравняли счёт. Вскоре итальянцы вновь вышли вперёд и к концу первого тайма они вели со счётом 3:1. Венграм так и не удалось отыграться. Игра завершилась со счётом 4:2 в пользу сборной Италии.
Последний участник этого матча, итальянец Петро Рава, умер 5 ноября 2006 года.

## Отчёт о матче
| Италия                            | 4:2     | Венгрия                  |
| --------------------------------- | ------- | ------------------------ |
| - Колаусси 6′ 35′ - Пиола 16′ 82′ | (отчёт) | - Титкош 8′ - Шароши 70′ |

| Италия | Венгрия |